# Сонгун
Сонгун (на корейски: 선군정치, Sŏn'gun chŏngch'i) е политическа идеология в Северна Корея.
Според нея Корейската народна армия има водеща роля в определянето на външнополитическите отношения и вътрешните държавни дела. Армията де факто измества масите като основна революционна сила.
След въвеждането ѝ през 1995 г. неофициално става водещата идеология в страната, отчасти измествайки чучхе. Правителството предоставя държавни постове на висши военни, пренасочва икономическите ресурси към армията и я превръща в модел, който обществото трябва да следва.
Появява се след смъртта на Ким Ир Сен през 1994 г. Представена е като „политика за подсилване на съвършеното единство между КРП, армията и народа“. Налага се успешно и заедно с принципите на чучхе е ръководният метод на режима.
Много са хипотезите защо е наложена тази политика, но се приема, че тя идва вследствие на разпада на СССР, смъртта на Ким Ир Сен и поредицата природни бедствия, които силно дестабилизират КНДР. След тях Сонгун е виждана като единствен начин за запазване на политическата стабилност в страната. Според някои анализатори тази идеология е сравнима с авторитарния военен режим на Пак Чжън-хи в Южна Корея от 1961 до 1979 г.